# ASTOR

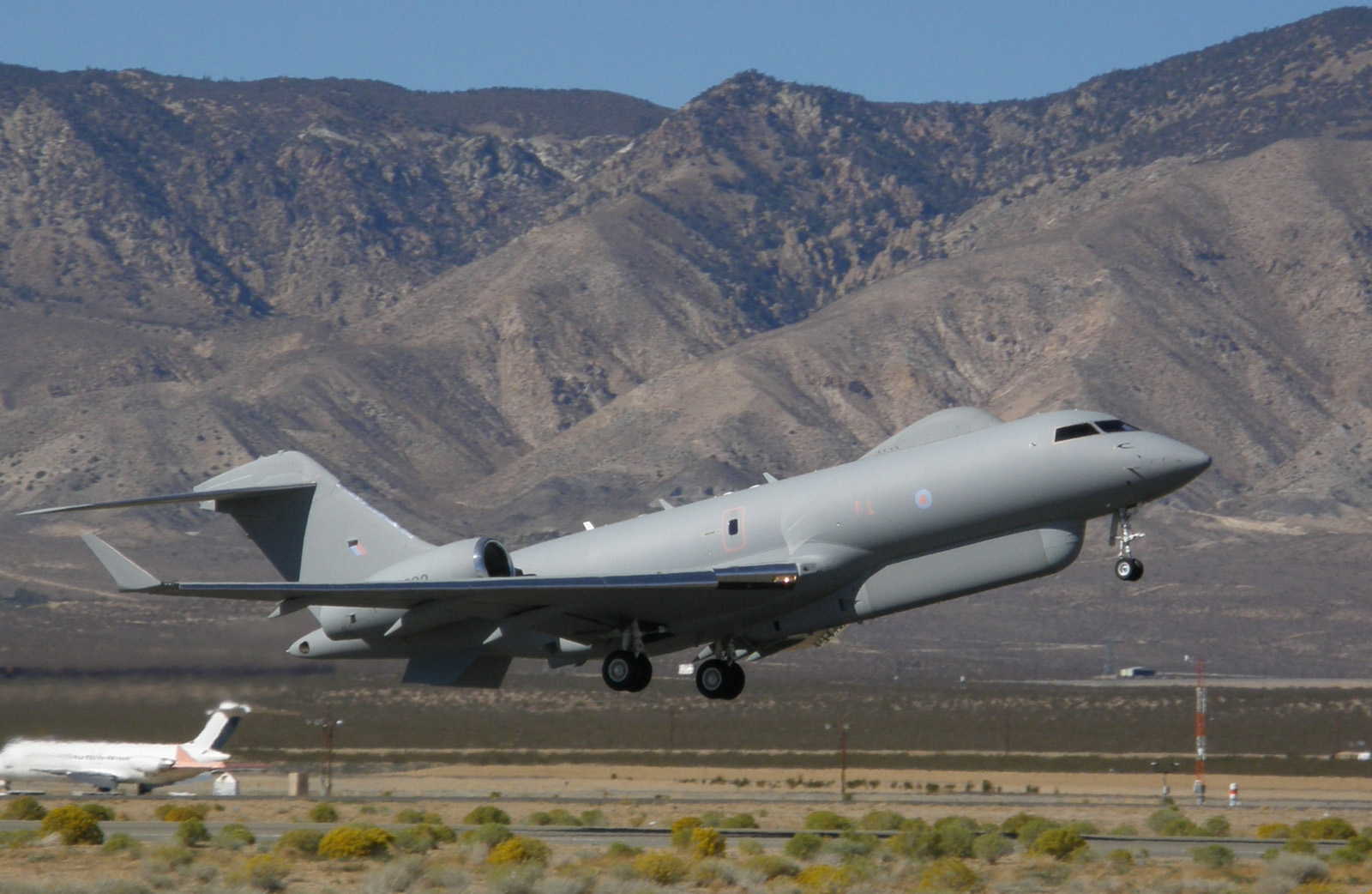

«Астор» (англ. ASTOR, бэкр. от англ. Airborne Stand-Off Radar, также именуемый DBR от Dual Band Radar) — авиационная система разведки и целеуказания, модифицированный вариант исходной американской системы ASARS-2, выполненный с учётом требований Королевских военно-воздушных сил Великобритании.

## Конкурс
В 1998 году три группы компаний («индустриальных команд») военной промышленности США и Великобритании были приглашены к участию в конкурсе по разработке авиационной системы разведки и целеуказания для Королевских ВВС, во главе трёх групп стояли американские корпорации «Локхид-Мартин», «Нортроп-Грумман» и «Рэйтеон». Победитель конкурса претендовал на получение заказа на сумму £750 млн ($1,3 млрд) на проведение работ по созданию опытного прототипа системы.

## История
Весной 1999 года Министерство обороны Великобритании выбрало группу фирм, возглавляемую американской компанией «Рэйтеон», для выполнения полномасштабной разработки и изготовления прототипа ASTOR. Изготовление самолёта-носителя, его фюзеляжа и основных подсистем было возложено на североирландскую авиастроительную компанию «Шортс». В качестве носителя ASTOR предлагается использовать военную модификацию транспортного самолёта «Глобал Экспресс». Он имеет на 30 процентов бо́льшую площадь для размещения аппаратуры, а мощность его источников электропитания вдвое больше, чем на самолёте «Гольфстрим-5», ранее предлагавшемся фирмами «Локхид-Мартин» и «Нортроп-Грумман».
РЛС создаётся на базе радиолокационной станции ASARS-2 самолёта-разведчика U-2, обеспечивающей картографирование местности с высоким разрешением, селекцию движущихся целей в полном объёме и покадровую съёмку стационарных наземных объектов. В ней будут применены антенна длиной 4,8 м (ASARS-2) с электронной системой управления.
Британская фирма «GEC — Маркони» выполняет 33 % работ по конструированию антенной решётки и механизма её разворота. Обтекатель для антенной системы намерена выпускать французская компания «Томсон — CSF». Ожидается, что сигнальный процессор РЛС будет выполнен по модифицированной конфигурации ASARS AIP. По мнению зарубежных специалистов, такой подход позволит максимально снизить затраты на выполнение работ, а также возможность среднесрочной модернизации путём установки активной фазированной антенной решётки.
Западные эксперты на основе проведённого ими анализа международного рынка вооружений пришли к выводу, что системы, подобные GSARS, будут пользоваться большим спросом в различных регионах, прежде всего на Ближнем Востоке. Среди возможных покупателей называются такие страны, как Кувейт, Саудовская Аравия и Объединённые Арабские Эмираты. Предполагается, что если руководители этих стран примут решение об оснащении национальных вооружённых сил самолётами «Глобал Экспресс», снабжёнными системами GSARS, то для каждой из них будет заказано не менее пяти, так как именно такое количество является минимально необходимым для организации патрулирования в одной зоне дежурства в течение 24 часов.